# Tugumulya
Tugumulya is een bestuurslaag in het regentschap Kuningan van de provincie West-Java, Indonesië. Tugumulya telt 1655 inwoners (volkstelling 2010).